# Ванюшкаси
Ванюшка́си (рос. Ванюшкасы, чув. Ванюшкасси) — присілок у складі Красноармійського району Чувашії, Росія. Входить до складу Ісаковського сільського поселення.
Населення — 70 осіб (2010; 82 у 2002).
Національний склад:
- чуваші — 100 %